# Jakub Korytowski
Jakub Korytowski herbu Mora – miecznik gnieźnieński w latach 1777–1792, konsyliarz konfederacji targowickiej z województwa gnieźnieńskiego w 1792 roku.